# Paweł Baumann
Paweł Zbigniew Baumann (Poznań, 11 de junio de 1983–Zielonka, 22 de octubre de 2016) fue un deportista polaco que compitió en piragüismo en la modalidad de aguas tranquilas.
Ganó cuatro medallas en el Campeonato Mundial de Piragüismo entre los años 2005 y 2007, y dos medallas en el Campeonato Europeo de Piragüismo entre los años 2004 y 2005.

## Palmarés internacional
| Campeonato Mundial | Campeonato Mundial   | Campeonato Mundial | Campeonato Mundial |
| Año                | Lugar                | Medalla            | Competición        |
| ------------------ | -------------------- | ------------------ | ------------------ |
| 2005               | Zagreb (Croacia)     | Medalla de bronce  | K4 1000 m          |
| 2006               | Szeged (Hungría)     | Medalla de plata   | K4 1000 m          |
| 2006               | Szeged (Hungría)     | Medalla de bronce  | K4 500 m           |
| 2007               | Duisburgo (Alemania) | Medalla de plata   | K4 1000 m          |
| Campeonato Europeo |                      |                    |                    |
| Año                | Lugar                | Medalla            | Competición        |
| 2004               | Poznań (Polonia)     | Medalla de bronce  | K4 1000 m          |
| 2005               | Poznań (Polonia)     | Medalla de bronce  | K4 1000 m          |